# Aonis wagneri
Aonis wagneri är en ringmaskart som beskrevs av Frey och Leuckart 1847. Aonis wagneri ingår i släktet Aonis och familjen Spionidae. Inga underarter finns listade i Catalogue of Life.